# مرلين أسود هندي
مرلين أسود هندي (الاسم العلمي: Istiompax indica) (بالإنجليزية: Black marlin )‏ هو نوع من الأسماك يتبع جنس المرلين الأسود من فصيلة الأسماك المرلينية. تتواجد في المحيط الهندي والمحيط الهادئ. هي أكبر سمكة تجارية في العالم بأقصى وزن وجدت هو وزن 750 كجم، ولكن أكبر من هذه الأوزان قد سجلت. انها واحدة من أكبر الأسماك العظمية في صف شعاعية الزعانف. تصل إلى سرعة 80 ميلا في الساعة. ولدى هذه السمكة قيمة كبيرة إذا ألقي القبض عليها ولكنها تعتبر من الأسماك المهددة لندرة رؤيتها على السطح.

## الاستهلاك
- في عام 2010 أضافت منظمة السلام الأخضر الدولية المرلين الأسود الهندي إلى قائمة المأكولات البحرية الحمراء بسبب كثافة صيدها للتباهي بطولها الفارع وضخامتها وهي أندر الأسماك في سطح المحيطين الأطلسي والهندي.

## وصلات خارجية
- موقع يهتم بالمرلين السوداء